# The Call of the Cumberlands
The Call of the Cumberlands ist ein amerikanisches Stummfilm-Drama aus dem Jahr 1916, das von Julia Crawford Ivers geschrieben und von Frank Lloyd inszeniert wurde.

## Handlung
Die Souths und die Hollmans sind verfeindete Familien in den Cumberland Mountains der Appalachen. Eine langjährige Geschichte der Gewalt zwischen den beiden wurde kürzlich durch einen sehr wackeligen zweijährigen Waffenstillstand beendet. Samson South ist zukünftiger Erbe des South-Clans, aber nicht allzu sehr an Fehden interessiert, sondern bemüht sich mehr um seine Freundin, die entfernte Cousine Sally Spicer.
Samson unterscheidet sich von all den anderen der Gegend. Er zeichnet gerne die natürliche Schönheit der Cumberlands. Als er einen durchreisenden New Yorker Künstler kennenlernt, bricht er zum Studieren nach New York auf und verlässt seine Geliebte Sally Spicer. Dort wird er in die New Yorker Gesellschaft eingeführt und bald ein gefeierter Künstler und Gentleman von Rang.
Als zwischen den Familien South und Hollman erneut eine Fehde ausbricht, muss Samson in die Cumberlands zurückkehren und die Fehde beilegen. Er versichert Sally, dass sein Herz ihr gehört und er die Berge nie wieder verlassen wird.